# 山口県道250号南風泊港線
山口県道250号南風泊港線（やまぐちけんどう250ごう はえどまりこうせん）は、山口県下関市を通る一般県道である。

## 概要
下関市彦島西端にある南風泊港から下関市竹崎町3丁目に至る。竹ノ子島を起点に竹ノ子島橋を渡り彦島に入り、彦島を東西に通り、関彦橋（かんげんきょう）を渡って本土に入り、下関駅前に至る県道である。彦島と本土にまたがる関彦橋は全長234 m。1947年（昭和22年）に木造の歩道橋として架けられるも、1954年（昭和29年）にはコンクリート製の歩車道橋として架け替えられる。後に拡幅と改築が行われて4車線のコンクリート橋となり、現在では下関と彦島を結ぶメインルートとなっている。
本路線の関彦橋以北には1969年（昭和44年）10月29日まで山陽電気軌道（現：サンデン交通）の路面電車（大和線）が通っていた（乗客数減少を理由に廃止）。

### 路線データ
- 起点：下関市彦島竹ノ子島町（南風泊港）
- 終点：下関市竹崎町3丁目（下関駅西口交差点、国道9号終点、国道191号起点）

## 路線状況

### 道路施設

#### 橋梁
- 竹ノ子島（下関市）
- 関彦橋（かんげんきょう：延長234 m、山口県道251号田ノ首下関線・小瀬戸、下関市）

## 地理

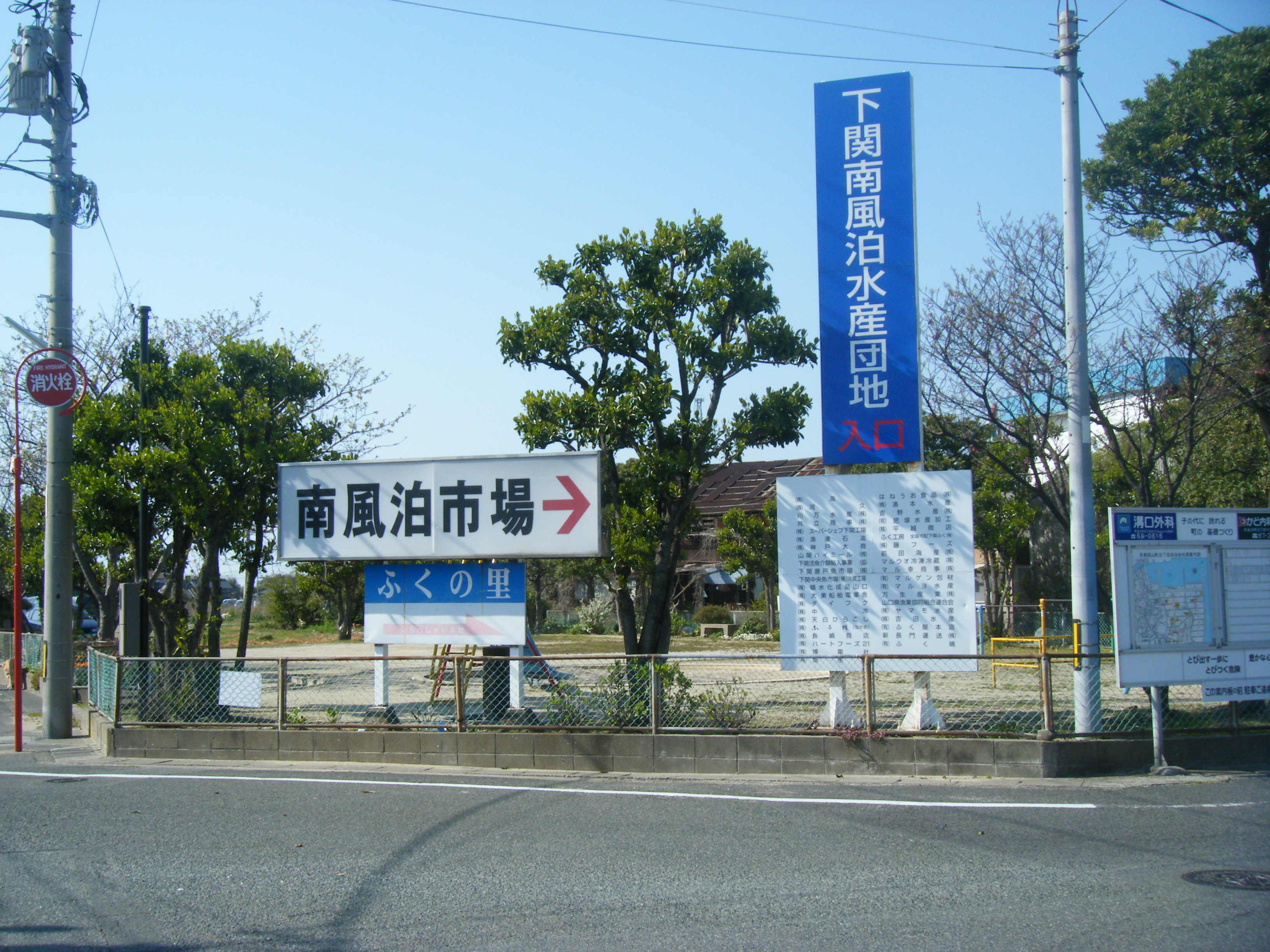
看板

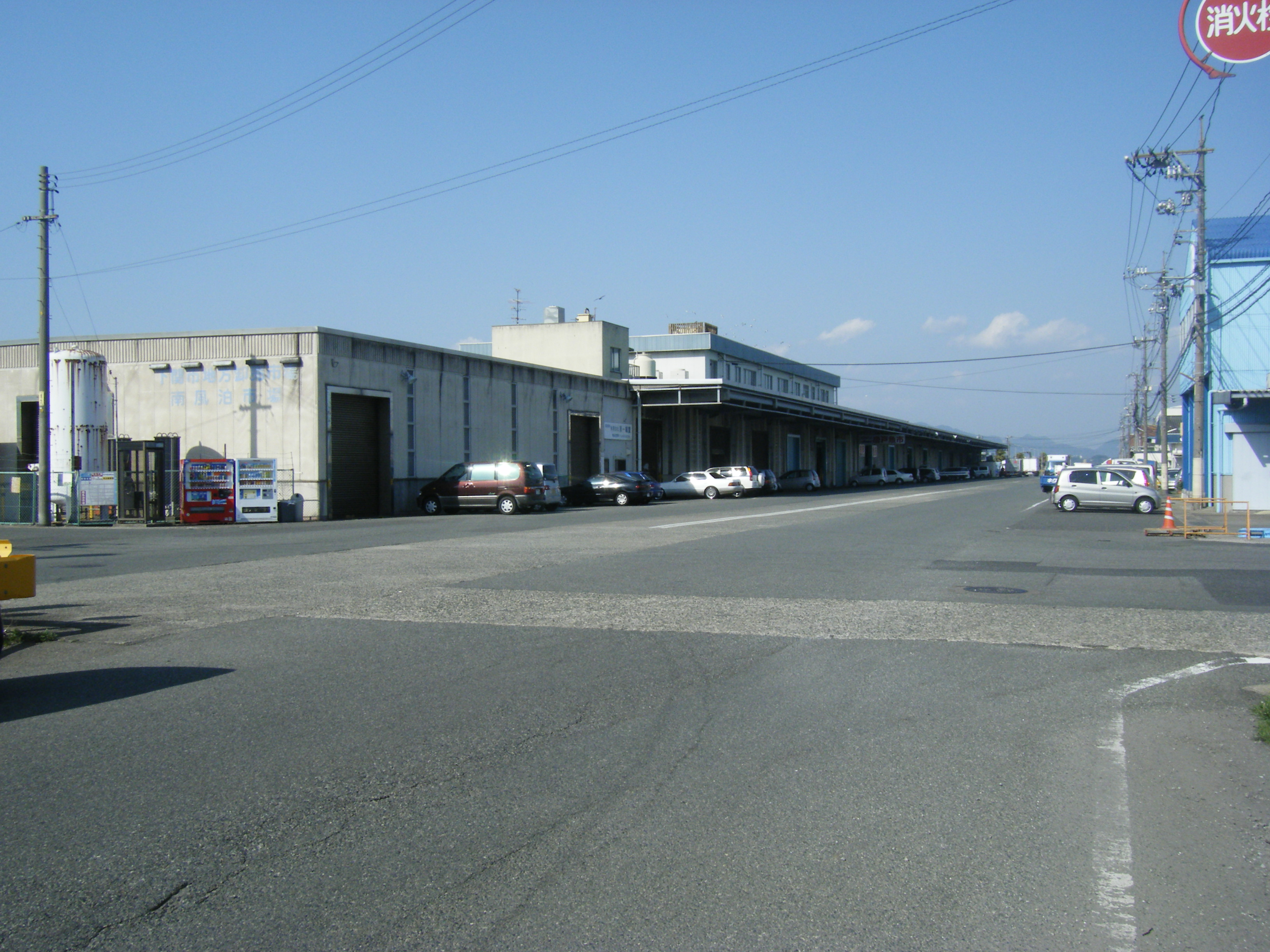
南風泊市場

### 通過する自治体
- 下関市

### 交差する道路
| 交差する道路                | 交差する場所    | 交差する場所            |
| --------------------------- | --------------- | ----------------------- |
| 山口県道252号福浦港金比羅線 | 彦島本村町7丁目 | 緑町交差点              |
| 山口県道251号田ノ首下関線   | 彦島本村町6丁目 | [ 注釈 1 ]              |
| 国道9号 国道191号           | 竹崎町3丁目     | 下関駅西口交差点 / 終点 |

### 沿線
- 南風泊港 - ふぐ（下関ではふくという）の水揚港として有名
- 彦島八幡宮
- 彦島図書館
- 下関市役所彦島支所
- 下関漁港
- 西日本旅客鉄道 下関地域鉄道部下関車両管理室
- 下関駅西ワシントンホテルプラザ
- JR西日本・JR九州山陽本線 下関駅